# El Estandarte Real
El Estandarte Real fue una revista político-militar de ideología carlista editada entre 1889 y 1892 en la ciudad española de Barcelona, durante la Restauración.

## Historia
Editada en Barcelona bajo el subtítulo «revista político-militar ilustrada», su director político fue Francisco de Paula Oller, mientras que el artístico sería Paciano Ross. Contaba con dieciséis páginas de 31 x 21, cubiertas, a dos columnas. Se imprimía en la Imprenta Fidel Giró, Cortes, 212 bis.
Apareció el 1 de abril de 1889. De periodicidad mensual, colaboraron en ella con textos firmas como las del marqués de Valdespina, el barón de Brateéville, el marqués de Cerralbo, el barón de Sangarrén, Antonio de Brea, el marqués de Tamarit, Joaquín Lloréns, Juan Vidal de Llobatera, Ramón Vila y Colomer, Cándido de Esteve, Tirso de Olazábal, José Luis Ortiz de Zárate y Reynaldo de Brea. Publicó números hasta julio de 1892.
Según su director, la revista se proponía, además de «dignificar a los héroes» de las guerras carlistas, «perpetuando sus hazañas», alentar a la juventud carlista y educarla militarmente «por si llegase la ocasión de defender nuevamente con las armas la bandera de la Religión y de la Patria».
En el aspecto gráfico, además de dibujos y grabados del mencionado Ross, se incluyeron también en la revista trabajos de artistas como Ermolao Paoletti, E. Esteban, Luigi Casparini, Ricardo Balaca, L. Urgellés, García Asartos, A. C., Gómez Soler, Luis Pellicer, Pellicer Montseny, P. Talarn, J. Pahissa, Antón Ross Bosch o Melitón González, entre otros.